# Fjørtoft-Boot

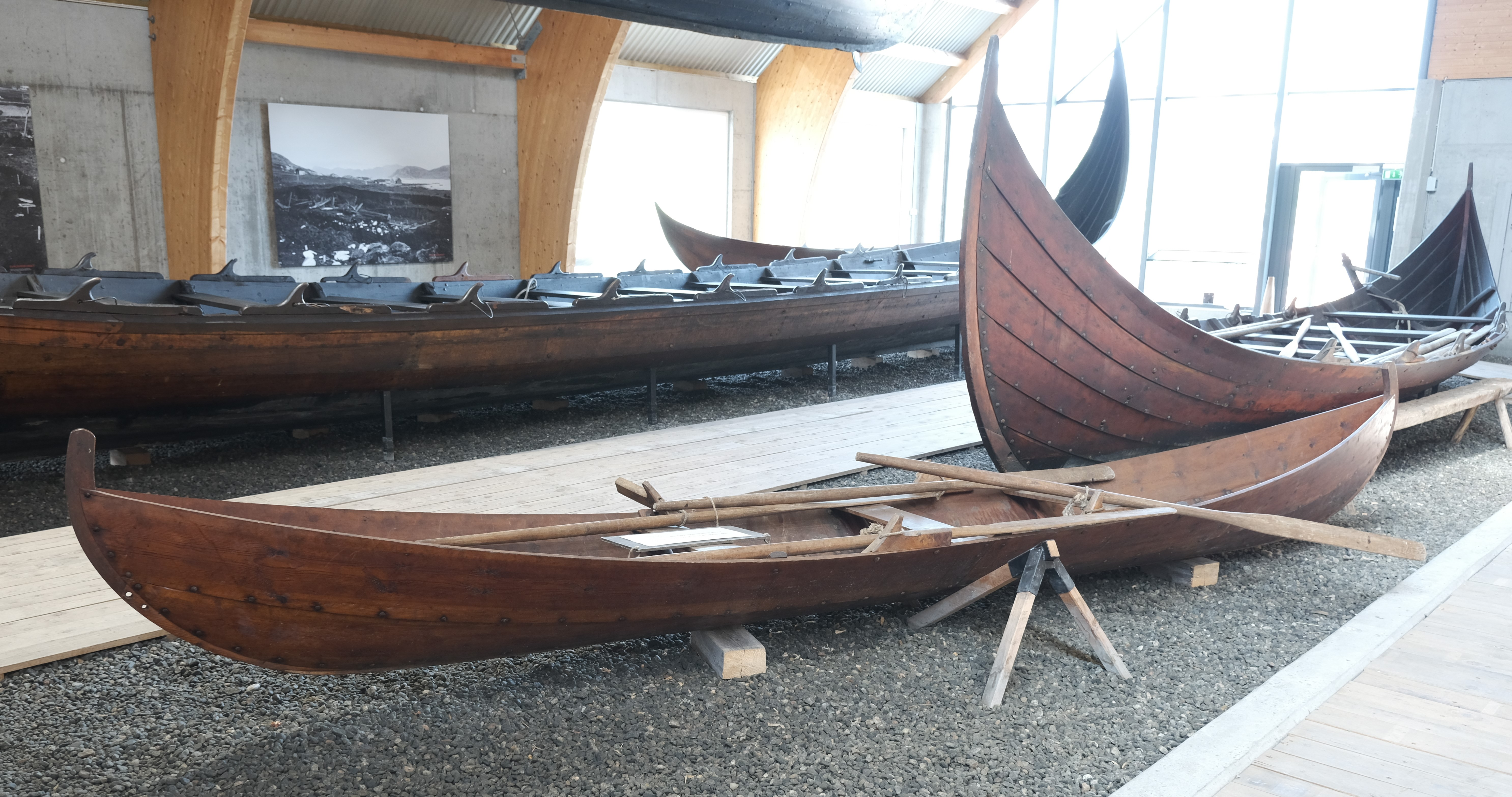
Kopie des Fjørtoft-Boots im Sunnmøre Museum, vor Fertigstellung der Båthallen Kjell T. Holm

Das Fjørtoft-Boot (norwegisch Fjørtoftbåten) ist das größere von zwei Booten, die im Jahr 1940 aus einem Moor auf der Insel Fjørtofta in Haram im Fylke Møre og Romsdal in Norwegen gefunden wurden. Rasmus Buset (1891–1965) kam wenige Tage später nach Fjørtofta und registrierte die Entdeckung. Später tauchte mehr Fundmaterial auf und 1941 übernahm Per Fett (1909–1996) die Ausgrabung.
Es wurden zwei Boote gefunden. Das kleinere war 5,72 Meter lang und stark beschädigt. Das große Boot war 9,86 Meter lang und mit Steinen gefüllt. Per Fett interpretierte die im Sumpf deponierten Boote als Opfer. Der Rumpf besteht aus Eichenholzplanken verbunden mit Holznägeln. Es wurde keine Mastspur gefunden. Das Dichtungsmaterial im größten Boot wurde C14-datiert auf etwa 860 n. Chr. Per Fett glaubte, dass die Boote zwischen 500 und 900 n. Chr. gebaut wurden. Sie wurden im Jahr 1951 von Sigurd Bjørkedal saniert und von Bernhard Færøyvik rekonstruiert.
In der Båthallen des Stiftungsgründers Kjell T. Holm (1919–2009) im Sunnmøre Museum werden das Kvalsund-Boot und eine Kopie des Fjørtoft-Bootes ausgestellt.
Das Boot wurde in einem der vielen Moore auf der Insel Fjørtoft gefunden, der genaue Fundort wurde nicht veröffentlicht.